# 1964年東京オリンピックのブルガリア選手団
1964年東京オリンピックのブルガリア選手団（1964ねんとうきょうオリンピックのブルガリアせんしゅだん）は、1964年10月10日から10月24日にかけて日本の首都東京で開催された1964年東京オリンピックのブルガリア選手団、およびその競技結果。

## 概要
今大会は金メダル3個、銀メダル5個、銅メダル2個の合計10個のメダルを獲得した。

## メダル
- 銅 アレクサンダー・ニコロフ - ボクシング男子ライトヘビー級